# Mašinska etika
Mašinska etika (ili moralnost mašina, računarski moral ili računarska etika) je deo etike veštačke inteligencije koji se bavi dodavanjem ili obezbeđivanjem moralnog ponašanja mašinama koje je napravio čovek i koje koriste veštačku inteligenciju, inače poznatih kao agenti veštačke inteligencije. Mašinska etika se razlikuje od drugih etičkih oblasti povezanih sa inženjeringom i tehnologijom. Ne treba je mešati sa kompjuterskom etikom, koja se fokusira na ljudsko korišćenje računara. Takođe je treba razlikovati od filozofije tehnologije, koja se bavi većim društvenim efektima tehnologije.

## Literatura
- Wallach, Wendell; Allen, Colin (November 2008). Moral Machines: Teaching Robots Right from Wrong. US: Oxford University Press.
- Anderson, Michael; Anderson, Susan Leigh, eds (July 2011). Machine Ethics. Cambridge University Press.
- Storrs Hall, J. (May 30, 2007). Beyond AI: Creating the Conscience of the Machine Prometheus Books.
- Moor, J. „The Nature, Importance, and Difficulty of Machine Ethics.”. IEEE Intelligent Systems. 21 (4): 18—21.
- Anderson, M. and Anderson, S. (2007). Creating an Ethical Intelligent Agent. AI Magazine, Volume 28(4).
- Hagendorff, Thilo (2021). „Linking Human And Machine Behavior: A New Approach to Evaluate Training Data Quality for Beneficial Machine Learning”. doi:10.1007/s11023-021-09573-8.. Minds and Machines,
- Anderson, Michael; Anderson, Susan Leigh, eds (July/August 2006). „Special Issue on Machine Ethics”. IEEE Intelligent Systems. 21 (4): 10—63. Архивирано из оригинала 26. 11. 2011. г. Приступљено 17. 08. 2024. Проверите вредност парамет(а)ра за датум: |date= (помоћ).
- Bendel, Oliver (2016). „Considerations about the relationship between animal and machine ethics”. AI & Society. 31: 103—108. doi:10.1007/s00146-013-0526-3.
- Dabringer, Gerhard, ed. (2010). "Ethical and Legal Aspects of Unmanned Systems. Interviews". Austrian Ministry of Defence and Sports, Vienna 2010,  978-3-902761-04-0.
- Gardner, A (1987). An Artificial Approach to Legal Reasoning. Cambridge, MA: MIT Press..
- Georges, T. M (2003). Digital Soul: Intelligent Machines and Human Values. Cambridge, MA: Westview Press..
- Singer, P.W. (December 29, 2009). Wired for War: The Robotics Revolution and Conflict in the 21st Century: Penguin.
- Winfield, Alan F.; Michael, Katina; Pitt, Jeremy; Evers, Vanessa (2019). „Machine Ethics: The Design and Governance of Ethical AI and Autonomous Systems [Scanning the Issue]”. Proceedings of the IEEE. 107 (3): 509—517. doi:10.1109/JPROC.2019.2900622.

## Spoljašnje veze
- Machine Ethics, Interdisciplinary project on machine ethics.
- The Machine Ethics Podcast, Podcast discussing Machine Ethics, AI and Tech ethics.